# جنت ینگ
جنت ینگ (انگلیسی: Janet Yang؛ زادهٔ ۱۳ ژوئیهٔ ۱۹۵۶) تهیه‌کننده فیلم اهل ایالات متحده آمریکا است.
از فیلم‌هایی که وی در آن‌ها نقش داشته‌است، می‌توان به امپراتوری خورشید، باشگاه جوی لاک، عصر جدید، مردم علیه لری فلینت، تأثیر صفر، نجات‌دهنده، وزن آب، جرایم سنگین و ماده تاریک اشاره نمود.